# Lactobacillus harbinensis
Lactobacillus harbinensis is een bacteriesoort behorende tot het geslacht Lactobacillus en valt onder de melkzuurbacteriën.
Het is een grampositieve facultatief anaerobe staafvormige bacterie.